# Platja d'Arra
La Platja d'Arra, és una platja del lloc de Toriello, en la parròquia de Collera, en el concejo de Ribadesella, Astúries. S'emmarca a les platges de la Costa Verda Asturiana i és considerada paisatge protegit, des del punt de vista mediambiental. Per aquest motiu està integrada, segons informació del Ministeris d'Agricultura, Alimentació i Medi ambient, en el Paisatge Protegit de la Costa Oriental d'Astúries.

## Descripció
La platja d'Arra constitueix la platja més oriental, del concejo de Ribadesella. Es troba en un paratge rocós, envoltada de penya-segats, que són fortament copejats tant pel mar com pel fort vent.
Es tracta d'una platja de les enquadrades en la denominada “Costa Juràsica”, podent-se apreciar en aquesta platja la fi de l'era geològica en una marcada esquerda que separa els penya-segats baixos dels més alts i perpendiculars. Presenta una morfologia càrstica.
La platja presenta forma de petxina allargada amb un jaç de palets i sorra de gruixut gra daurat, delimitada per capritxoses crestes de roques i orientada cap a les verticals muralles dels penya-segats de l'Inferno.
En aquesta platja es produeix un fenomen natural molt curiós consistent en l'aparició de dues piscines d'aigua salada (a causa de l'existència d'uns murs de pura roca que limiten les zones) quan té lloc la baixamar, les conegudes com Pozu del Cura i Pozu del Maestru, aquest últim de major profunditat, per la qual cosa no és tan indicat per a l'ús dels nens. En produir-se la pleamar, les piscines queden ocultes.
Aquesta platja no ofereix cap mena de servei.
A ella s'accedeix baixant unes escales a les quals s'arriba després de caminar per una sendera uns 200 metres més enllà de la zona on aparcar el cotxe. Lamentablement en la primavera de l'any 2007 es va produir un despreniment de terra i pedres pel vessant d'un dels penya-segats, la qual cosa unit a la deteriorament que es produeix pels constants cops de mar de l'hivern i les pluges torrencials que a vegades sofreix la zona, van donar lloc a l'ensorrament de l'escalinata d'accés a la platja, amb el que va quedar impossibilitat el seu accés. Actualment encara no s'ha solucionat el problema de la seva accessibilitat, ja que entren en joc molts factors, a més del de la falta de pressupost per executar les pertinents obres, tals com el tipus d'orografia i materials de la zona, entre d'altres.